# Frontera entre Botswana i Namíbia
La frontera entre Botswana i Namíbia és la línia fronterera de 1.360 kilòmetres en sentit Oest-Est, que separa Botswana de Namíbia a l'Àfrica Meridional. La frontera va prendre la seva forma actual el 1890 després del tractat Heligoland-Zanzíbar. Ha estat la frontera entre aquests dos estats independents des de la data d'independència de Namíbia, el 21 de març de 1990. Namíbia havia estat un protectorat de Sud-àfrica. El límit era, per tant, una part de la frontera entre Sud-àfrica i Botswana.

## Descripció

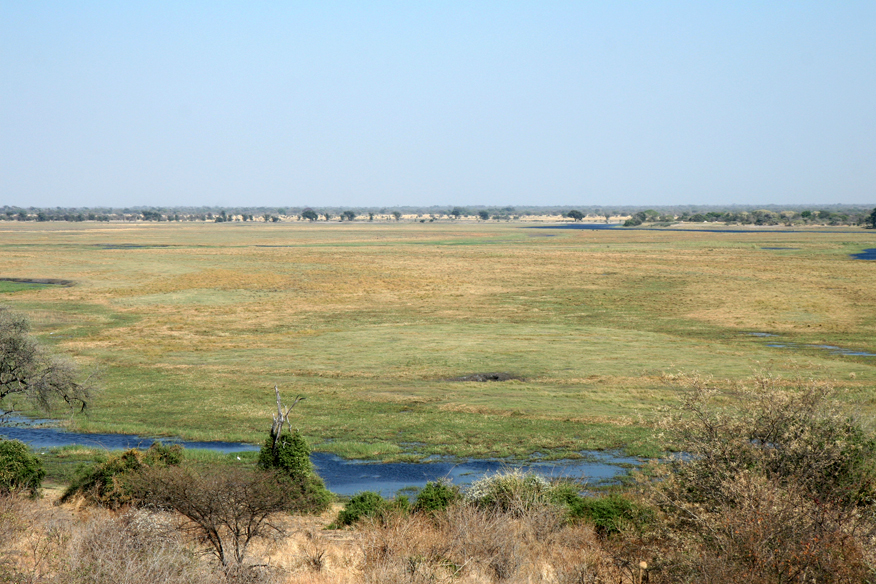
Frontera entre Botswana i Namíbia (prop de Ngoma Bridge, Caprivi).

Aquesta frontera comença al nord amb el trifini entre Botswana, Namíbia i Zàmbia sobre el Zambezi. En aquest punt, Namíbia forma un panhandle al nord de Botswana: la regió de Caprivi, la frontera sud de la qual està marcada pel riu Cuando. Aquesta regió està lligada a la resta de Namíbia per la franja de Caprivi, passant la frontera pel costat sud. A l'oest d'aquesta banda, la demarcació obliqua cap al sud, successivament, el Meridià 21 a l'est (uns 400 km) fins al Paral·lel 22° sud que corre durant uns cinquanta quilòmetres, llavors el Meridià 20 a l'est (a 320 km a partir del Paral·lel 22° sud, per finalitzar al trifini entre Botswana, Namíbia i Sud-àfrica, a la part occidental de desert de Kalahari a la vora del riu Nossob.

## Història
El 26 d'abril de 1884 Bismarck va proclamar la Reichsschutz sobre els territoris de Lüderitz a l'actual Namíbia. Aquest és el naixement de l'Àfrica Sud-occidental Alemanya, part de l'Imperi colonial alemany. En aquella època, l'imperi britànic es va estendre al Protectorat de Betxuanalàndia que més tard es va convertir a Botswana. En la seva part vertical, la frontera és l'actual.
El 18 de juliol de 1890, el Regne Unit i l'Imperi alemany van signar un tractat que preveia l'intercanvi de diversos territoris i resolent algunes disputes colonials. Així, Alemanya rep l'illa d'Helgoland i es compromet a no interferir en la política britànica a Zanzíbar, d'aquí el sobrenom de Tractat de Helgoland-Zanzíbar. Al sud d'Àfrica, li dona a Alemanya la franja de Caprivi, que permet que l'Àfrica del Sud-oest accedeixi al Zambezi.
Durant el desmantellament de l'imperi colonial alemany després de la Primera Guerra Mundial, Àfrica del Sud-oest es converteix en un mandat tipus C concedit per la Societat de Nacions a la Unió Sud-africana en 1920. Va durar des de 1920 fins a 1968, quan l'Assemblea General de les Nacions Unides va votar sobre el final del mandat. Sud-àfrica no va reconèixer aquesta decisió i Namíbia no va obtenir la independència fins al 1990. Durant aquest període, Botswana era una colònia britànica, obtenint la independència el 30 de setembre de 1966.

## Punts remarcables
- Trifini entre Botswana, Namíbia i Zàmbia : 17° 47′ 27.4″ S, 25° 15′ 44.38″ E / 17.790944°S,25.2623278°E
- Trifini entre Botswana, Namíbia i Sud-àfrica : 24° 45′ 52.85″ S, 19° 59′ 58.44″ E / 24.7646806°S,19.9995667°E